# أ. وارن فلبس
أ. وارن فلبس هو شخصية أعمال وسياسي أمريكي، ولد في 11 أغسطس 1829، وتوفي في 19 أكتوبر 1885. نشط حزبياً في الحزب الديمقراطي. وقد انتخب عضو جمعية ولاية ويسكونسن ‏.